# Kristjan Fajt
Kristjan Fajt (Koper, 7 de maig de 1982) és un ciclista eslovè, professional des del 2004 fins al 2016. Del seu palmarès destaca el campionat nacional en contrarellotge de 2006.
A l'octubre de 2016 va ser suspès durant quatre anys per un positiu en EPO.

## Palmarès
- 2002
  - 1r al Gran Premi Bradlo
- 2003
  - 1r al Giro de les Regions i vencedor d'una etapa
- 2006
  -  Campió d'Eslovènia en contrarellotge
- 2007
  - 1r al Gran Premi Kooperativa
- 2008
  - Vencedor d'una etapa a la The Paths of King Nikola
  - Vencedor d'una etapa a la Volta al llac Qinghai
- 2009
  - Vencedor d'una etapa a l'Istrian Spring Trophy
- 2010
  - 1r a la Ljubljana-Zagreb
- 2012
  - 1r al Tour de Voivodina I